# Maacem
Maacem (em árabe: المعاصم) é uma comuna localizada na província de Tissemsilt, Argélia. Sua população estimada em 2008 era de 5 027 habitantes.